# Бирд Ајланд (Минесота)
Бирд Ајланд (енгл. Bird Island) град је у америчкој савезној држави Минесота.

## Демографија
По попису из 2010. године број становника је 1.042, што је 153 (-12,8%) становника мање него 2000. године.
| Група             | 2000.         | 2010.       |
| Белци             | 1.154 (96,6%) | 994 (95,4%) |
| Афроамериканци    | 0 (0,0%)      | 4 (0,4%)    |
| Азијати           | 4 (0,3%)      | 2 (0,2%)    |
| Хиспаноамериканци | 31 (2,6%)     | 33 (3,2%)   |
| Укупно            | 1.195         | 1.042       |